# 楊節 (弘治進士)
楊節（1477年—？），字本中，錦衣衛官籍直隸合肥縣人，明朝政治人物。

## 生平
順天府鄉試第一百二十七名舉人。弘治十五年（1502年）中式壬戌科會試第七十一名，二甲第七名進士。授刑部主事，歷升刑部署郎中，正德四年（1509年）十二月升山东按察司佥事，先为刑部员外郎，差直隶决囚，索贿于顺德知府郭絍，以贿赂劉瑾，正德六年七月事觉，令巡按御史逮问，坐降二级别用。

## 家族
曾祖楊遇；祖父楊順，贈明威將軍；父楊昇，錦衣衛指揮僉事。嫡母馬氏；生母劉氏。具庆下。兄楊謙，錦衣衛指挥佥事。